# Tajné slunce

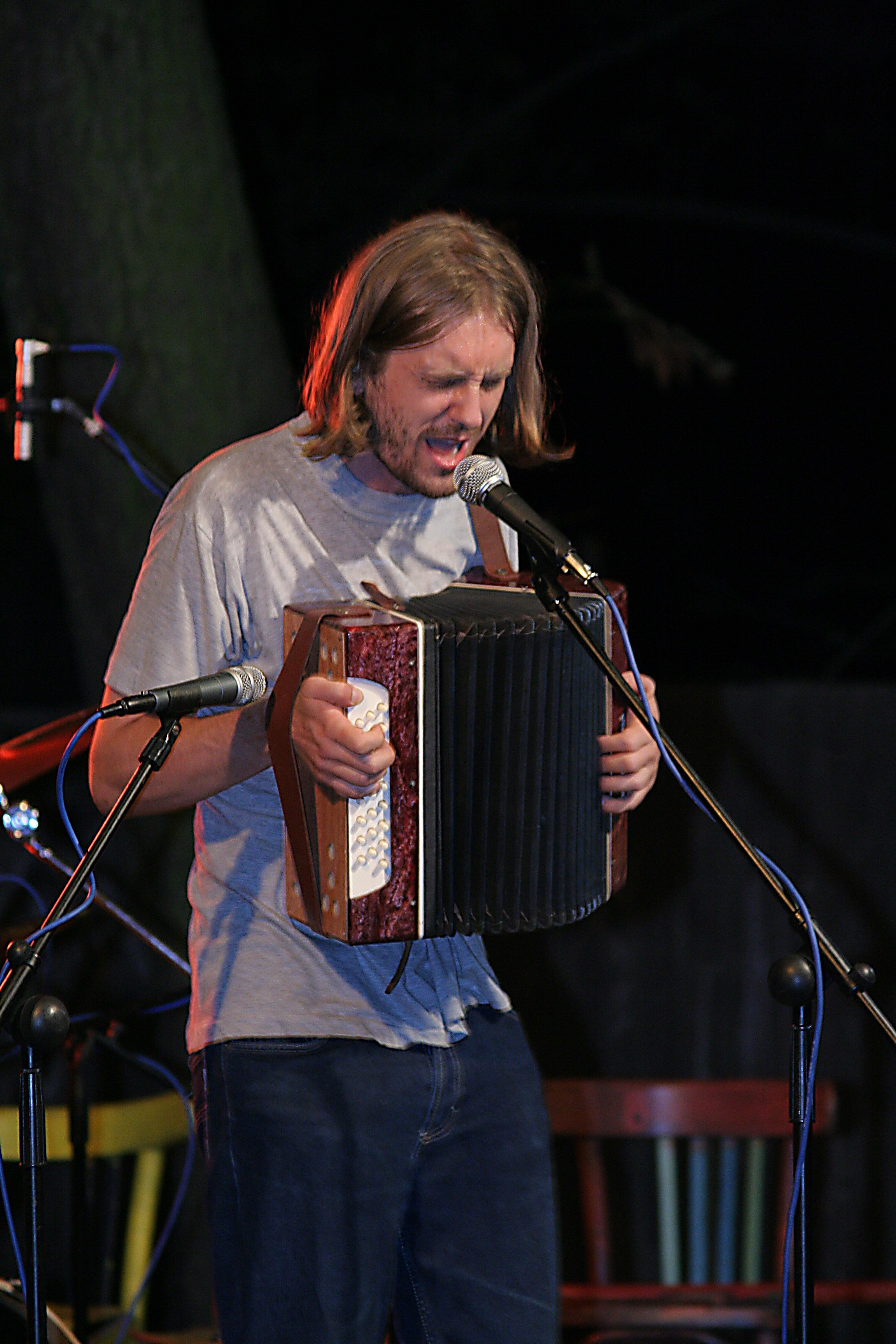
Filip Pýcha

Tajné Slunce je česká hudební skupina z Prahy. Vznikla v roce 1999 a hraje písně, ve kterých rockové postupy s folkovou a bluesovou příměsí dávají podklady silným autorským textům. V těch se odhalují prehistorické stánky se smaženým sýrem v housce, schované nonstopy či ploužící se lidské bytosti s nejasnou perspektivou. Pražská skupina představuje životy ve svém rodném městě jako plné špíny a krásy současně.
Členové a nástrojové obsazení:
- Filip Pýcha (kytara, zpěv)
- Honza Koubek (baskytara)
- Kristýna Supradnyan (bicí)
- František Lebeda (perkuse)
- Petra Drahoňovská (saxofon, klávesy)

Bývalí členové:
- Daniel Kahuda (niněra, dudy, zpěv)
- Kristýna Franková (saxofon)

V létě 2005 skupina vydala dvojalbum s CD …pořád dokola a druhým diskem No pyccku s upravenými ruskými písněmi.
V roce 2006 skupina vydala další dvojalbum s disky Dvojka a …skORO. Posledním albem je Ty nepoletíš! (2009), po jehož nahrání a vydání opusil skupinu niněrista Kahuda.